# Saint-Éman
Saint-Éman ist eine französische Gemeinde mit 94 Einwohnern (Stand: 1. Januar 2022) im Département Eure-et-Loir in der Region Centre-Val de Loire. Saint-Éman gehört zum Arrondissement Chartres und zum Kanton Illiers-Combray. 
Die Einwohner werden Émanois genannt.

## Geographie
Saint-Éman liegt etwa 22 Kilometer westsüdwestlich von Chartres. Der Loir begrenzt die Gemeinde im Osten. Umgeben wird Saint-Éman von den Nachbargemeinden Les Châtelliers-Notre-Dame im Norden, Illiers-Combray im Süden und Osten sowie Nonvilliers-Grandhoux im Westen und Nordwesten.

## Bevölkerung
| Bevölkerungsentwicklung    | Bevölkerungsentwicklung | Bevölkerungsentwicklung | Bevölkerungsentwicklung | Bevölkerungsentwicklung | Bevölkerungsentwicklung | Bevölkerungsentwicklung | Bevölkerungsentwicklung | Bevölkerungsentwicklung |
| -------------------------- | ----------------------- | ----------------------- | ----------------------- | ----------------------- | ----------------------- | ----------------------- | ----------------------- | ----------------------- |
| Jahr                       | 1962                    | 1968                    | 1975                    | 1982                    | 1990                    | 1999                    | 2006                    | 2018                    |
| Einwohner                  | 59                      | 47                      | 41                      | 92                      | 126                     | 143                     | 120                     | 108                     |
| Quellen: Cassini und INSEE |                         |                         |                         |                         |                         |                         |                         |                         |

## Sehenswürdigkeiten
- Kirche Saint-Éman aus dem 16. Jahrhundert, Monument historique seit 1928
- Schloss Saint-Éman